# 架空まさる
架空 まさる（かくう まさる、本名：国吉 勝、1962年1月28日 - ）は、日本の漫画家。高知県香南市出身。血液型はA型。

## 略歴
1962年、高知県に生まれる。高校3年の時に青柳裕介の弟子のはくしょみのると出会い、マンガの手伝いを始める。青柳裕介の孫弟子にあたる。
1980年、週刊少年ジャンプの赤塚賞・佳作を受賞。受賞作『0点魔神』が、週刊少年ジャンプに掲載されデビュー（1980『週刊少年ジャンプ』No.31掲載）。そしてデビュー後上京し、ビッグ錠の弟子となる。兄弟弟子には、沢渡竜也、みのもけんじ、河野哲郎、いちかわよしひで、などがいる。弟子になってしばらくして、兄弟子でアダルト漫画家の沢渡のアドバイスでアダルト漫画を描き始める。
1985年、処女コミックス『やめてったらやめないで』が久保書店より刊行される。追って1986年に同じく久保書店より、2冊目のコミックス『いくいく！』が刊行される。
1990年、ビッグ錠の弟子を10年間務め終え、青柳裕介の弟子の井上紀良のアシスタントになる。アシスタント中に、編プロ「アコワーク」より依頼され、描き下ろしコミックス（3冊目のコミックス）『マンガ　若貴物語』が刊行される。ネオ出版に持ち込みをし、コミック男爵で連載を開始し、4冊目のコミックス『美尻っ娘』が刊行される。
1999年、井上のアシスタントを8年間務め終え、独立する。
独立してからは、ネオ出版の仕事をしながら、リクルートから出版されていた「週刊就職情報誌　ガテン」で4ページのカラー漫画を8年間連載。同時期に、若生出版の「コミック　び～た」でもアダルト漫画の読み切り連載を開始。
2009年より、松文館のデジタルコミック『ただいま発情中』を連載開始。連載は1年弱で終了。
2010年より同じく松文館のデシタルコミック『マジョンナ～私は魔女医～』原作：小池一夫を連載開始。
2012年6月、『マジョンナ～私は魔女医～』を執筆中に脳幹出血で倒れ、奇跡的に助かる。
2012年9月より、高知の実家に戻り暮らし始めるが、脳幹出血の後遺症の半身麻痺の為、以前のようにはペンを持てず、生活の為、一般の仕事を始める。
自身の単行本『やめてったらやめないで』、『いくいく！』にはコアなファンがいて、『やめてったらやめないで』収録の『夜が走る道』が近年、ネットで話題になった。
その後、『夜が走る道』他3本の過去に描いたアダルト漫画短編がおおかみ書房の協力で、リイド社のLEED Cafeにて、特殊漫画・エロ劇画・怪奇漫画のWeb復刻企画「劇画狼のエクストリーム学園」としてネット公開された。

## 特に影響を受けた漫画家
- 永井豪 - 架空を知る者[2]で、架空が永井豪の大ファンなのを知らない人は少ない。
- 吾妻ひでお - 『０点魔神』の頃はバリバリ影響を受けていた。

## 受賞歴
- 第12回赤塚賞佳作『0点魔神』（週刊少年ジャンプに掲載）
- 第47回ビジネスジャンプ一旗コミック新人賞佳作『春を描け！』（YJ＆BJ合同編集1000ページ増刊に掲載）
- 第6回ベアーズクラブ月例新人漫画賞佳作『恐怖の国のノブロー』（同誌に掲載）

## 一般誌掲載作品
- 『０点魔神』週刊少年ジャンプ
- 『春を描け！』YJ＆BJ合同編集1000ページ増刊
- 『恐怖の国のノブロー』ベアーズクラブ
- 『昨日の少女』コミックジャックポット　リイド社
- 『ハートを受けとめて！』コミックジャックポット　リイド社
- 『もっとやっつけて！ー恋のキューピッド　テレビくんー』コミックBE！光文社
- 『もっとやっつけて！ー勇者ダルパカ　復活ー』コミックBE！光文社
- 『マンガ　ガテン道一直線　週刊就職情報誌ガテン』リクルート（4人程の漫画家で交代で描いたマンガ。実際の人物をモデルにして描いた。4ページのカラーマンガ連載。）

## 読み切り成人向け漫画
※太字は単行本未収録

### 前期
- 『いけない恋人達』（オリジナル版）
- 『やめてったらやめないで』（読み切りマンガ）
- 『おっ立てた訪問者』
- 『夜が走る道』
- 『最後のバッコン』
- 『教室！』
- 『天使を犯せ！』
- 『たすけてパパヤ！』
- 『孫娘あはん』
- 『先生・・・』
- 『みだらなこの夜』
- 『泥棒！？』
- 『デッカマラ』
- 『サンタのお楽しみ』
- 『赤の勇者！』
- 『困ります王子さま』
- 『じじいが来た！』
- 『小人のチャチャチャ』
- 『アソコのアリス』
- 『血まみれパーティー』
- 『押入れの中でね・・・』
- 『MOSIMOSI』
- 『いけない恋人達』
- 『べろんべろんパパ』
- 『コックさん』
- 『会いたい人に会える橋』
- 『私の一日お父さん』
- 『ある秘め事』
- 『許してしてパパ』
- 『キミのヒーロー』
- 『愛しのレイプくん』
- 『吠えろボボ』
- 『悪夢真っ青！！』
- 『ももいろベイビー』
- 『タイトル不明（親子モノ）』
- 『スクランブル・レイプ』
- 『あわや女子高生』
- 『サンタボーズ』
- 『ミラクル・チュチュ』

### 中期
- 『悩ましいカメレオン』
- 『セイなるアレイ』（全3話）
- 『奥サマ　YANANO』（全6話・単行本未収録3話）
- 『永遠少女とわ』（全6話・単行本未収録3話）
- 『ピンクのブルー』（全6話・単行本未収録2話）
- 『・特命セクハラ係長』（全7話）
- 『アイツが女になる日』
- 『恋人は人妻』
- 『お目当てのOLは』
- 『とわ　ふたたび』（永遠少女とわシリーズ）
- 『花のOL　エロミルクの日』
- 『エロ版』（あばしり一家のパロディマンガ）
- 『叫び』（ホラーマンガ）
- 『もう一つの人生支援？』（自己破産マンガ）
- 『よなよなコール』
- 『通勤電車の彼』
- 『白衣のサービス』
- 『M子の訪問』
- 『温泉マッサージ　これってレイプ！？』
- 『人妻奴隷との日々』
- 『ヘッドライト・ララバイ』
- 『DPE　はめルンです』
- 『私鉄でバコバコ』
- 『満員電車の痴女とボク』
- 『帰国娘VSナンパ野郎』
- 『オフ会でハメて♡』
- 『窓からのムフフな眺め』
- 『お目当てのOLは』（永遠少女とわシリーズ）

### 後期
- 『４人のビーチ』
- 『ホストキング龍』
- 『新体操トライアングル』
- 『山はハプニングがいっぱい』
- 『スワップレポートby女子大生』
- 『ゴージャス姉妹の危険な快楽』
- 『剥き出し奥さま現場生中継』
- 『美味しいセックス教団』
- 『性感　頂上決戦』
- 『バージンファイター瑠璃』
- 『奴隷ごっこ』
- 『キャットファイトにいらっしゃいませ』（2話）
- 『淫欲丸見えコンタクトレンズ』
- 『花屋・麗子の告白』
- 『色仕掛けの果実たち』
- 『ダイエット合宿』
- 『スワップマンガ（読者体験記・全4話）』
- 『お笑い芸人のマンガ（タイトル不明）』
- 『整形美女のセカンドライフ』
- 『女子大生えりかのウッフン占い』
- 『エロ部長の秘策』
- 『キャバクラが飛んでいる』
- 『ノリピー事件のマンガ』

## デジタルコミック連載
- 『ただいま発情中』
- 『いいなり女教師』（全4話）
- 『マジョンナ～私は魔女医～』原作：小池一夫

## 単行本
- 『やめてったらやめないで』久保書店。
- 『いくいく！』久保書店。
- 『マンガ　若貴物語』オーエス出版社。
- 『ビッグバン』（オムニバス本）久保書店。

（『ミラクル・チュチュ』掲載）
- 『美尻っ娘』英知出版。
- 『官能劇画大全書』（オムニバス本）ソフトマジック、2002年。

（コミックBE!に掲載された『もっとやっつけて！ー恋のキューピッド　テレビくんー』
『もっとやっつけて！ー勇者ダルパカ復活ー』が掲載されている。）

## 師匠
- はくしょみのる
- ビッグ錠
- 井上紀良